# William S. Flynn (Golfarchitekt)
William Stephen Flynn (* 1890 in Milton, Massachusetts; † 1945 in Philadelphia) war ein US-amerikanischer Golfarchitekt. Er gilt als einer der Hauptvertreter des goldenen Zeitalters der Golfarchitektur.

## Leben

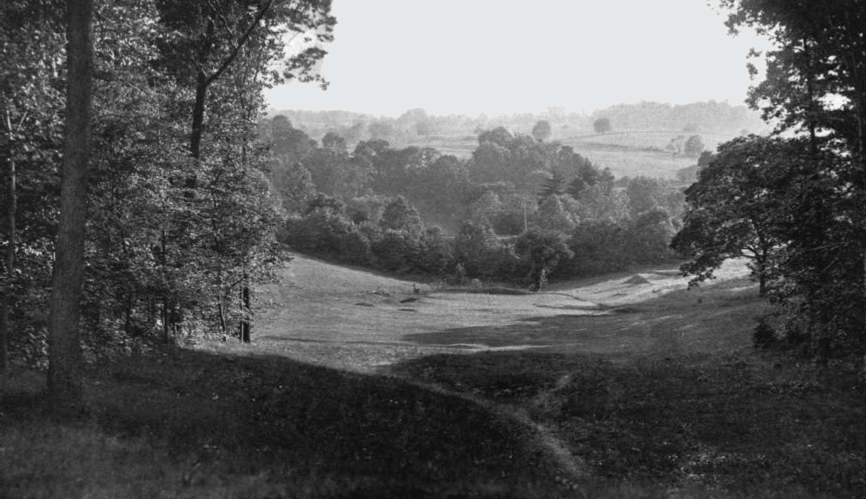
Merion East, Blick von Tee 4, 1914

Als Sohn irischer Einwanderer wuchs William Flynn in der Nähe des Wollaston Golfplatzes in Milton, Massachusetts auf. Sein Nachbar war der lokale Professional und seine Schwester heiratete Fred Pickering, der später einer der meistbeschäftigten Bauingenieure im US-amerikanischen Golfplatzbau wurde. Auch mit Francis Ouimet, der 1913 als erster Amateur die US Open gewann, war er bekannt.
Nachdem William Flynn 1909 in Heartwellville erstmals am Bau eines Golfplatzes mitgearbeitet hatte, bekam er seine erste feste Anstellung 1911 bei Hugh Wilson, der gerade ein Team zusammenstellte, um den Ostplatz von Merion zu bauen. Dieser wurde bald zu einem der wichtigsten Neuentwürfe des frühen goldenen Zeitalters. Nach Eröffnung des Platzes 1912 blieb Flynn noch bis 1916 als Greenkeeper und Assistent Wilsons beim Bau des neuen Westplatzes, bevor er erste externe Aufträge annahm und schließlich in den Krieg zog. Nach seiner Rückkehr tat er sich mit dem Bauingenieur Howard C. Toomey zusammen, da sein Mentor Wilson aus gesundheitlichen Gründen nicht mehr in der Lage war als Golfarchitekt zu arbeiten. Mit Toomey baute er bis zu dessen Tod 1933 eine Reihe von renommierten Plätzen: Lancaster CC (1919), Kittansett (1922), Atlantic City CC (1923), Cherry Hills (1923), Cascades Course at Homestead (1923), Rolling Green (1926), Manufacturers CC (1925), Philadelphia CC (1927), Huntingdon Valley (1927), The Country Club at Brookline (1927, Erweiterung um 9 Loch), Lehigh CC (1928), Lancaster CC (1930), Indian Creek (1930, auf einer eigens dafür angelegten künstlichen Insel in Florida) und als Krönung seiner Karriere der komplette Neubau von Shinnecock Hills (1931). Insgesamt lassen sich Flynn etwas mehr als je 30 Neuentwürfe und Umgestaltungen zuschreiben.
Besonders auffällig ist bei Flynns Löchern, dass er sie häufig entgegen den natürlichen Konturen des Geländes führte und mit scharfen Abbrüchen und Schräglagen besondere schwer zu treffende Fairways und Grüns schuf. Beispielsweise forderte er für den Schlag ins Grün eine bestimmte Flugkurve (Draw oder Fade) aus einer Lage, die eigentlich den jeweils anderen Schlag begünstigte. Oft arbeitete er auf sehr schwierigem Terrain, so entwarf er beispielsweise den Cascades Course auf einem Gelände, das A. W. Tillinghast als ungeeignet abgelehnt hatte.
Bei der Planung seiner Golfplätze ging er äußerst methodisch vor, seine Konstruktionszeichnungen gehören zu den detailliertesten des goldenen Zeitalters. Flynns Bunkergestaltung war demzufolge weniger geprägt von ästhetischen Überlegungen, vielmehr stand der strategische Nutzen im Vordergrund. Er verzichtete auf alles, was keine zusätzlichen Optionen ins Spiel brachte, so dass seine Plätze gelegentlich als etwas schlicht oder untereinander zu ähnlich kritisiert werden. Dennoch wurde 1995 Shinnecock Hills für die 100. US Open unter vielen Bewerbern ausgewählt, weil der Platz mit seiner konsequenten Ausrichtung noch heute gegen die weltbesten Spieler bestehen kann.